# Jenny Lumet
Jenny Lumet (New York, 2 februari 1967) is een Amerikaanse actrice en scenarioschrijfster.

## Biografie
Jenny Lumet werd in 1967 in New York geboren als de dochter van regisseur Sidney Lumet en schrijfster Gail Buckley. Haar grootmoeder langs moederszijde was actrice Lena Horne. In 1984 studeerde ze af aan Dalton School.
Van 1994 tot 2004 was Lumet getrouwd met acteur Bobby Cannavale. Ze kregen samen een zoon, acteur Jake Cannavale. In 2008 trouwde Lumet met Alexander Weinstein, met wie ze een dochter kreeg.
In november 2017, een maand na de opkomst van de MeToo-beweging, verklaarde Lumet dat ze in 1991 seksueel werd aangerand door muziekproducent Russell Simmons. Na de beschuldiging van Lumet besloot Simmons, die eerder al door fotomodel Keri Claussen Khalighi van aanranding was beschuldigd, op te stappen bij al zijn ondernemingen.

## Carrière
Lumet begon haar acteercarrière in de jaren 1980 met kleine rollen in de films van haar vader. In 1990 speelde ze een belangrijke bijrol in de door haar vader geregisseerde politiethriller Q&A (1990).
Nadien werd ze dramadocent aan de school van haar zoon. Tijdens die functie begon ze met het schrijven van scenario's.  Zo schreef ze onder meer het script voor Rachel Getting Married (2008) en enkele afleveringen van de televisieserie Star Trek: Discovery (2019).

## Filmografie

### Als actrice
- Everybody Rides the Carousel (1975) (stem)
- Deathtrap (1982)
- Running on Empty (1988)
- Tougher Than Leather (1988)
- Q&A (1990)
- Dodgeball (1995)

### Als scenariste
- Rachel Getting Married (2008)
- The Mummy (2017)
- Star Trek: Discovery (2019) (2 afleveringen)